# Carl Silfverstrand
Carl Johan Silfverstrand (* 9. Oktober 1885 in Helsingborg; † 2. Januar 1975 ebenda) war ein schwedischer Turner und Leichtathlet.

## Erfolge
Carl Silfverstrand gab 1908 in London in der Leichtathletik, bei der er für den Djurgårdens IF startete, sein Olympiadebüt. Im Stabhochsprung belegte er den zehnten Platz, während er im Weitsprung nicht über Platz 20 hinaus kam.
Vier Jahre darauf nahm Silfverstrand, der für den Verein Stockholms GF turnte, an den Olympischen Spielen in Stockholm teil. Bei diesen gehörte er zur schwedischen Turnriege im Wettbewerb, der nach dem sogenannten schwedischen System ausgetragen wurde. Dabei traten insgesamt drei Mannschaften an, die aus 16 bis 40 Turnern bestehen und während des einstündigen Wettkampfs gleichzeitig antreten mussten. Es wurden die Ausführungen der geturnten Übungen an den Geräten bewertet, aber auch das Verlassen und der Wechsel der Geräte sowie der Einmarsch zu Beginn. Das Gesamtergebnis war ein Durchschnittswert der Ergebnisse aller Turner. Neben den Schweden traten auch Turnriegen aus Norwegen und Dänemark an. Mit 937,46 Punkten setzten sich die Schweden deutlich gegen ihre Konkurrenten durch: Die Dänen erzielten 898,84 Punkte und belegten damit vor den drittplatzierten Norwegern mit 857,21 Punkten den zweiten Platz. Silfverstrand gewann zusammen mit Per Bertilsson, Carl-Ehrenfried Carlberg, Boo Kullberg, Nils Granfelt, Oswald Holmberg, Anders Hylander, Axel Janse, Sven Landberg, Per Nilsson, Curt Hartzell, Axel Norling, Daniel Norling, Sven Rosén, Benkt Norelius, Nils Silfverskiöld, John Sörenson, Yngve Stiernspetz, Karl-Erik Svensson, Karl-Johan Svensson, Knut Torell, Edward Wennerholm, Claës-Axel Wersäll und David Wiman die Goldmedaille und wurde somit Olympiasieger.
1905 wurde Silfverstrand schwedischer Meister im Hochsprung und 1908 im Weitsprung. Nach seiner Karriere als aktiver Sportler arbeitete Silfverstrand als Sporttrainer. Von 1919 bis 1920 sowie von 1925 bis 1927 übte er diese Tätigkeit in Finnland aus, von 1922 bis 1925 in Dänemark und von 1927 bis 1936 in Norwegen. 1933 nahm er die norwegische Staatsbürgerschaft an, wo er von 1936 bis 1941 auch als Physiotherapeut tätig war.